# أندي سالمون
اللواء أندرو «أندي» سالمون (بالإنجليزية: Andrew "Andy" Salmon)‏ (ولد في 2 يوليو 1959) ضابط متقاعد من المارينز الملكي الذي كان قائدا للقوات البحرية الملكية من 2009 إلى 2010.

## النشأة
تلقى سالمون تعليمه في المدرسة الملكية للقواعد في غيلدفورد ثم درس في كلية غودالمينغ للقيام بمستوياته الأولى. تخرج من جامعة ورك مع بكالوريوس الآداب في التاريخ الحديث في عام 1980 وحصل لاحقا على درجة الماجستير في الآداب في الدراسات الدفاعية من كلية كينجز لندن في عام 1993.

## المسيرة العسكرية
انضم سالمون إلى قوات المارينز الملكية في عام 1977. في سنوات خدمته الأولى شارك في العديد من العمليات بما في ذلك الجولات في بلفاست (1978) وجزر فوكلاند (1982) وكروسماجلين (1983) وجنوب أرماه (1990) وشمال العراق (1991) وأنغولا (1992). خلال هذا الوقت خدم مع لواء المغاوير 40 و42 و45.
كان سالمون مستشارا لسياسة رؤساء الأركان خلال حرب كوسوفو بين عامي 1998 و 1999. ثم شغل منصب قائد لواء المغاوير 42 الملحق بالمجموعة البرمائية الجاهزة (التي أعيدت تسميتها باسم «مجموعة المهام البرمائية») خلال تدخلين في سيراليون في عام 2000. في عام 2001 أصبح مديرا للبلقان في وزارة الدفاع وتناول المسائل الناشئة عن التمرد في جمهورية مقدونيا في عام 2001 والعلاقات مع المحكمة الجنائية الدولية ليوغوسلافيا السابقة قبل نشره في العراق كمدير خطط فريق المساعدة العسكرية وفريق التدريب ببغداد في عام 2003. أصبح قائدا لمركز تدريب المغاوير الملكية البحرية في عام 2007 قبل تعيينه قائد القوات البرمائية في المملكة المتحدة في عام 2008. تم تعيينه كقائد عام للقيادة متعددة الجنسيات (جنوب شرق) بالعراق في أغسطس 2008.
في 26 يونيو 2009 تولى سالمون منصب القائد العام للقوات البحرية الملكية وهو رئيس محترف في قوات المارينز الملكية خلال احتفال أقيم في مركز تدريب المغاوير في المارينز في ليمبستون بديفون. أصبح مديرا لاستعداد القوة والجيل في الحلف الأطلسي في عام 2010 وبني مركزها الشامل الجديد لإدارة الأزمات والعمليات.
في 9 أبريل 2013 تقاعد من الجيش.

## التكريمات
وفي أبريل 2001 تلقى المقدم كولونيل والعقيد سالمون بالنيابة ثناء الملكة على الخدمة القيمة «اعترافا بخدمات مرموقة ومتميزة خلال العمليات التي جرت في سيراليون في الفترة من 6 مايو إلى 30 سبتمبر 2000». في ديسمبر 2003 تم تعيين العقيد سالمون حينئذ ضابطا في أمر الإمبراطورية البريطانية. في ديسمبر 2006 حصل العميد سالمون آنذاك على ميدالية النجمة البرونزية من الولايات المتحدة «تقديرا للخدمات المرموقة والمتميزة خلال عمليات التحالف في العراق». في سبتمبر 2009 تم تعيين اللواء سالمون رفيق وسام القديس ميخائيل والقديس جرجس «تقديرا للخدمة المرموقة والمتميزة في العراق خلال الفترة من 1 أكتوبر 2008 إلى 31 مارس 2009».

## الحياة الشخصية
سالمون رئيس ومؤسس مجموعة سي وزميل الجمعية الملكية للفنون ويجلس على المجلس الاستشاري لبرنامج الفجوة الأمنية في كلية لندن للاقتصاد وهو زميل أقدم زائر هناك.